# دار المخزن (طنجة)
دار المخزن (أو قصر السلطان) في طنجة، بالمغرب، كانت مقر الإقامة لسلاطين المغرب عندما يحلّون في طنجة. بنيت دار المخزن من قبل مولاي إسماعيل في القرن 17 ميلادي، في القصبة، وهي واحدة من أعلى النقط بطنجة، المطلة على المدينة القديمة ومضيق جبل طارق. يتم استخدامه حاليا كاثنين من المتاحف، متحف الفنون المغربية ومتحف الآثار.
كانت دار المخزن قصرا لمولاي حفيظ، آخر سلاطين المغرب قبل استعماره، وقد أجبرته قوى الحماية الفرنسية في المغرب على المنفى في دار المخزن، وعلى التنازل عن عرش المغرب. رحل السلطان مع كامل حريمه، عبيده وأفراد الصيانة حيث تألف حشده من 168 شخصا، وبقي في هذا القصر بينمى تولى شقيقه مولاي يوسف السلطة بعد معاهدة فاس.

## الموقع التاريخي

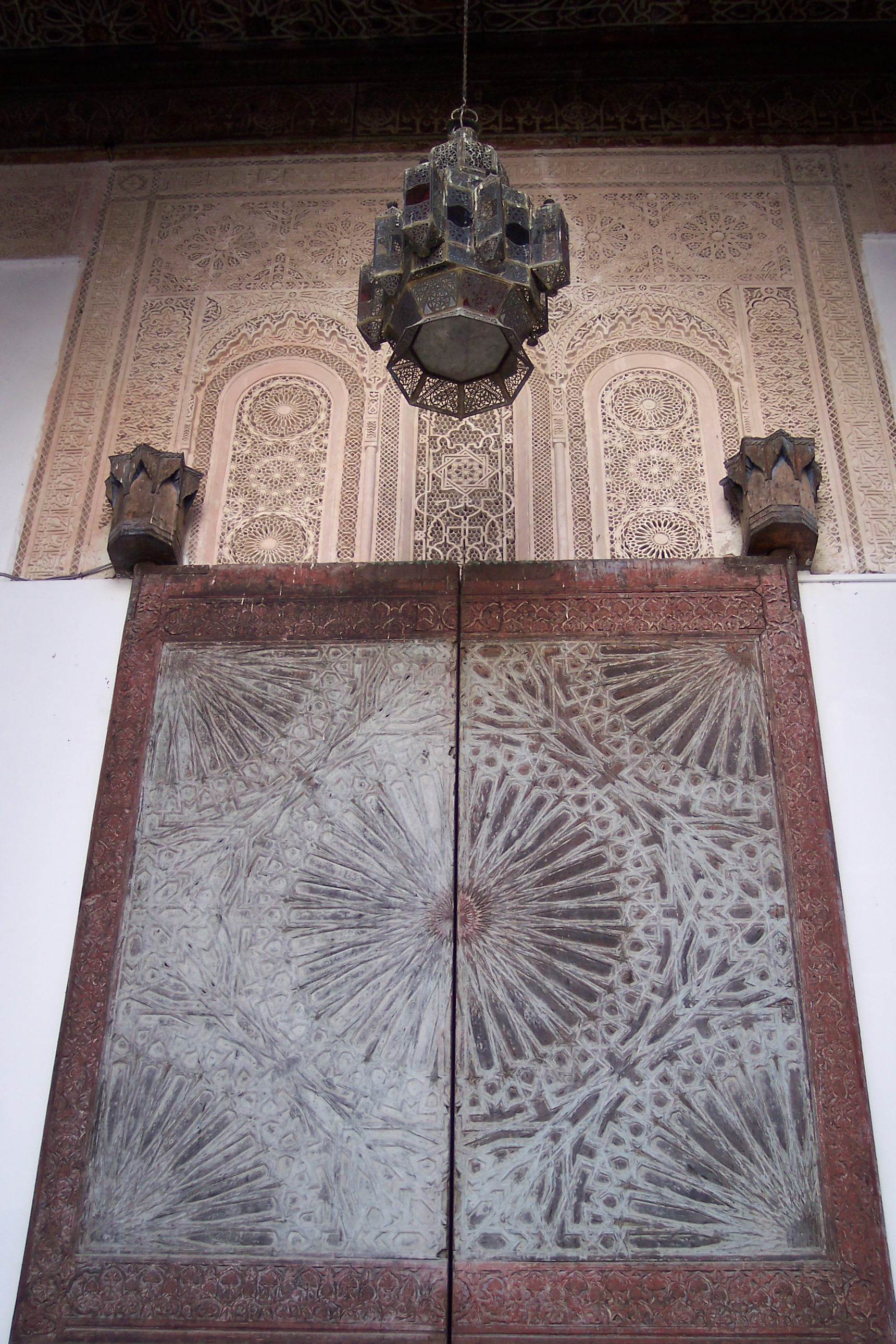
باب مدخل المُتحف

توجد دار المخزن بالجزء الشرقي لقصبة طنجة وهي قصر أقيم بموقع أوردت ذ ك ره المصادر الرومانية، وأشار إليه الإخباريون العرب عند حديثهم عن بناء قصر موري بالقصبة يعود إلى القرن الثاني عشر.
وبنفس المكان بنيت على التوالي إقامة الحاكم البرتغالي 1661 – 1471 والقصر العالي الإنجليزي 1684 -1662. تفيد النقيشة التي عثر عليها بدار البخاري، داخل أحد المرافق الجانبية للقصر، أن البناء يعود إلى الباشا أحمد بن علي الريفي سنة 1157ه / 1738 م.

## الترميمات
طرأت على القصر مجموعة من التغييرات والإصلاحات مع السلاطين العلويين عندما اتخذوه مركزا للحكم ومقرا لإقامتهم بطنجة. ولعل أهم هذه الإصلاحات تعود إلى أوائل القرن التاسع عشر مع السلطان مولاي سليمان وبعده مولاي الحسن الأول سنة 1889.
يحتوي القصر على ساحتين تتوسطانه، وزينت سقوف القصر بزخارف خشبية، والنوافير ورخام والأرابسك. بعض الأعمدة المستخدمة في البناء هي من أصل روماني. كما يضم بهوا واسعا محاط بأعمدة رخامية مزينة بتيجان مركبة تنتصب في وسطه نافورة من الرخام الأبيض.

## متحف القصبة
متحف القصبة المتواجد في قلب دار المخزن هو معرض يهدف إلى التعريف بالحضارات التي تعاقبت على مدينة طنجة ومجالها. ويتكون العرض من ثلاثة أقسام تنتظم وفق التصميم الهندسي للقصر، وهو يعطي صورة عن الدور التاريخي الذي لعبته منطقة شبه الجزيرة الطنجية في الربط بين أفريقيا وأوروبا بحكم موقعها الجغرافي الذي أهلها لتكون أرض لقاء وتبادل بحوض البحر الأبيض المتوسط.

## هوامش
1. ↑  W. Harris, "Morocco That Was", ISBN 0-907871-13-5